# Nukleacja

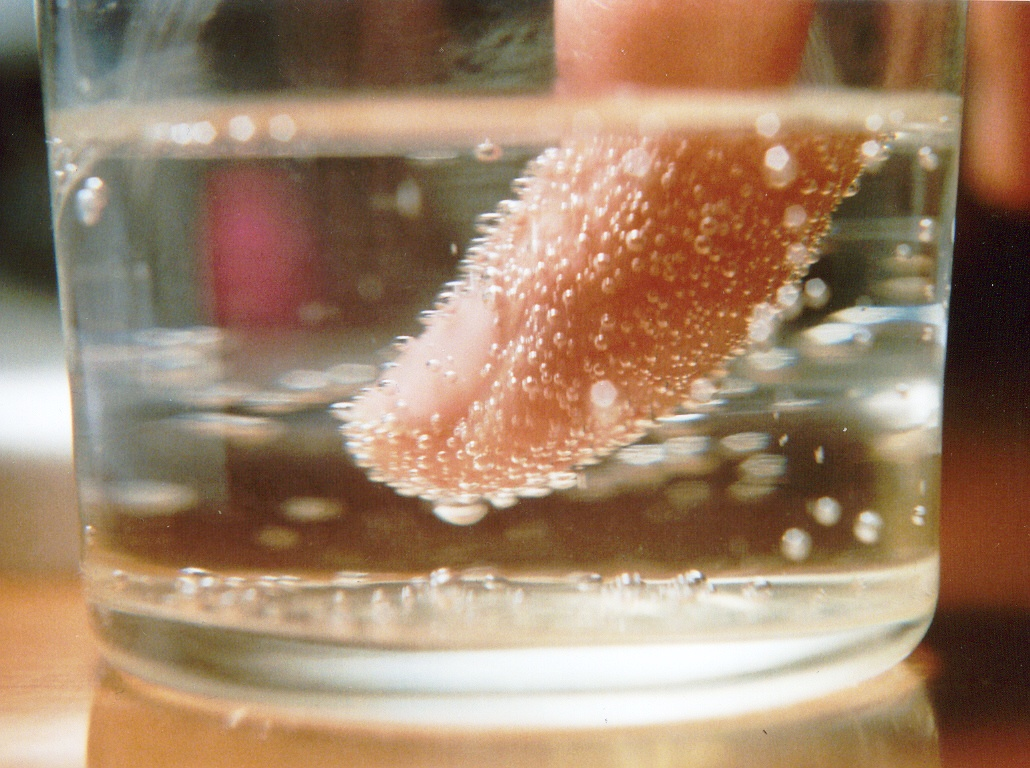
Zarodkowanie bąbelków dwutlenku węgla dookoła ludzkiego palca.

Nukleacja, zarodkowanie – początkowy etap przemiany fazowej, podczas którego powstają w substancji niewielkie zarodki nowej fazy.

## Ogólne informacje
Nukleację dzieli się na:
- homogeniczną zwaną też spontaniczną – w której zarodki nukleacji powstają spontanicznie w czystej substancji na skutek fluktuacji gęstości substancji;
- heterogeniczną – w której pierwotnymi zarodkami nukleacji są zanieczyszczenia obecne w substancji lub np. drobne rysy na ściankach naczynia;
  - heterogeniczną indukowaną – w której celowo wprowadza się do mającej się krystalizować substancji źródła nukleacji w postaci np. małego kryształu tej samej substancji, czynnika zaburzającego ośrodek np. promieniowanie, drgania.

Nukleacja to również proces powstawania i skupiania się, łączenia dyslokacji, pęknięć i małych cząstek w istniejącym materiale pod działaniem różnych czynników takich jak: zmienne naprężenie, zmiany temperatury.

## Mechanizmy zarodkowania
W klasycznej teorii zarodkowania, aby przemiana mogła zajść wymagane jest minimalne przechłodzenie. Powstawaniu nowych zarodków faz podczas przemian towarzyszy tworzenie się nowych powierzchni międzyfazowych. Na początku zarodki są bardzo małe, dlatego charakteryzują się dużą wartością stosunku powierzchni do objętości. Energia spożytkowana na utworzenie się zarodka składa się z energii swobodnej powierzchniowej i energii odkształceń sprężystych wynikających z różnicy objętości pomiędzy fazą wyjściową i produktem.

### Zarodkowanie homogeniczne

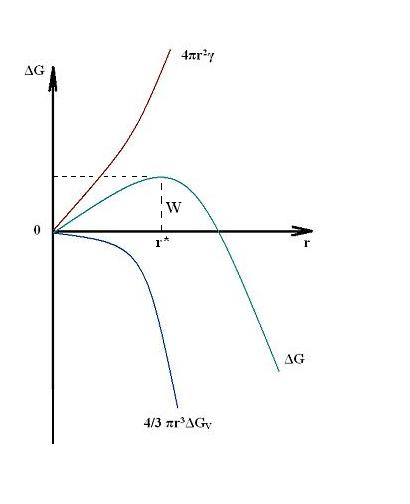
Rys. 1. Wykres zmiany energii swobodnej powierzchniowej i objętościowej wraz ze wzrostem promienia zarodka.

Zarodkowanie homogeniczne (jednorodne) jest zarodkowaniem występującym rzadko, wymagającym wielkich wartości przechłodzenia; bardzo często jest specjalnie indukowane. Ciecz i powstająca z niej faza stała są całkowicie jednorodne. Zarodek krystalizacji (embrion) może utworzyć się w dowolnym miejscu w cieczy, jeżeli osiągnie wielkość krytyczną. W ciekłym stopie w wyniku powstawania zespołów bliskiego uporządkowania, tworzą się zarodki krystalizacji. Te mające promień większy od krytycznego mogą wzrastać. Mniejsze ulegną rozpuszczeniu. Wymagane jest zatem powstanie embrionu o określonej wielkości, na którą wpływa głównie wielkość przechłodzenia ΔT. Gdy obniżamy temperaturę ciekłego stopu poniżej temperatury krystalizacji faza ciekła staje się niestabilna i pojawia się pewna objętość fazy stałej o niższej wartości G. Taka sytuacja sprzyja rozrostowi zarodka. Jednocześnie powstały kryształ ma powierzchnię, która działa przeciwnie i podwyższa energię.
Przy założeniu, że zarodek będzie posiadać idealny kulisty kształt to w przypadku powstania takiego embrionu wzrost energii swobodnej układu można określić z relacji:
{\displaystyle \Delta G={\frac {4}{3}}\pi r^{3}\Delta G_{v}+4\pi r^{2}\gamma ,}
gdzie:
{\displaystyle \Delta G} – zmiana energii swobodnej układu [J],
{\displaystyle r} – promień zarodka [m],
{\displaystyle \Delta G_{v}} – różnica energii swobodnej objętościowej pomiędzy fazą stałą, ciekłą [J/m³],
{\displaystyle \gamma } – energia swobodna powierzchni międzyfazowej [J/m²].
Powyższy model matematyczny można przedstawić w postaci graficznej jak na rysunku 1.
Czerwona linia reprezentuje wydatek energetyczny związany z powstaniem granicy międzyfazowej o energii γ (odpowiada za zwiększenie energii swobodnej układu proporcjonalnie do pola powierzchni granicy międzyfazowej – funkcja rosnąca).
Błękitna linia reprezentuje powstanie pewnej objętości nowej fazy o energii ΔGV (odpowiada za zmniejszenie energii swobodnej układu proporcjonalnie do objętości kuli – funkcja malejąca).
Turkusowa linia reprezentuje sumaryczną zmianę energii swobodnej ΔG spowodowanej powstaniem kulistego zarodka o promieniu r.
Przy małych promieniach zarodka krystalizacji decydujący wpływ ma człon energii swobodna powierzchni międzyfazowej. Z tego powodu energia swobodna układu wzrasta. Punktem charakterystycznym jest tzw. krytyczny promień zarodka r* znajdujący się na samym szczycie wznoszącej się krzywej. W tym miejscu wpływ energii swobodnej powierzchni międzyfazowej i energii swobodnej objętościowej jest taki sam, a szansa rozpadu lub dalszego wzrostu zarodka jest taka sama. W przypadku dalszego wzrostu embrionu, energia swobodna układu maleje.
W celu wyznaczenia krytycznego promienia zarodka należy znaleźć położenie maksimum funkcji ΔG(r).
{\displaystyle {\frac {\partial \Delta G}{\partial r}}=0,}
{\displaystyle r^{*}=-{\frac {2\gamma }{\Delta G_{v}}}.}
Promień krytyczny zarodka jest proporcjonalny do energii swobodnej powierzchni międzyfazowej i odwrotnie proporcjonalny do siły pędnej przemiany. Praca zarodkowania W jest to wielkość określająca przyrost energii swobodnej układu w momencie powstania embrionu o promieniu krytycznym. Wyraża się równaniem:
{\displaystyle W={\frac {16\pi \gamma ^{3}}{3\Delta G_{v}^{2}}}.}
Promień krytyczny i praca zarodkowania zależą od przechłodzenia. Siła pędna przemiany ΔGv jest definiowana:
{\displaystyle \Delta G_{v}={\frac {\Delta H_{v}\cdot \Delta T}{T_{E}}}<0,}
gdzie:
{\displaystyle \Delta H_{v}} – ciepło krystalizacji [J/m³],
{\displaystyle \Delta T} – stopień przechłodzenia [K],
{\displaystyle T_{E}} – temperatura równowagowa [K].
Z tego powodu równania na krytyczny promień zarodka i pracę zarodkowania można zapisać jako:
{\displaystyle r^{*}=-{\frac {2\gamma \cdot T_{E}}{\Delta H_{v}\Delta T}},}
{\displaystyle r^{*}\propto {\frac {1}{\Delta T}},}
{\displaystyle W={\frac {16\pi \gamma _{3}\cdot T_{E}^{2}}{3(\Delta H_{v}^{2}\Delta T^{2})}},}
{\displaystyle W\propto {\frac {1}{\Delta T^{2}}}.}
Krytyczny promień zarodka i praca zarodkowania maleją wraz ze wzrostem przechłodzenia. Z tego powodu do zaistnienia zarodkowania homogenicznego potrzebne są bardzo duże wartości zadanego przechłodzenia. Szybkie chłodzenie cieczy prowadzi do dużej częstości zarodkowania, przy małym rozmiarze zarodków, co z kolei prowadzi do otrzymywania drobnoziarnistej struktury. Przy odpowiednio dużej szybkości chłodzenia wielkość zarodka krytycznego dąży do zera i uzyskuje się strukturę amorficzną. Zarodkowanie homogeniczne może przebiegać także w stanie stałym.

### Zarodkowanie heterogeniczne

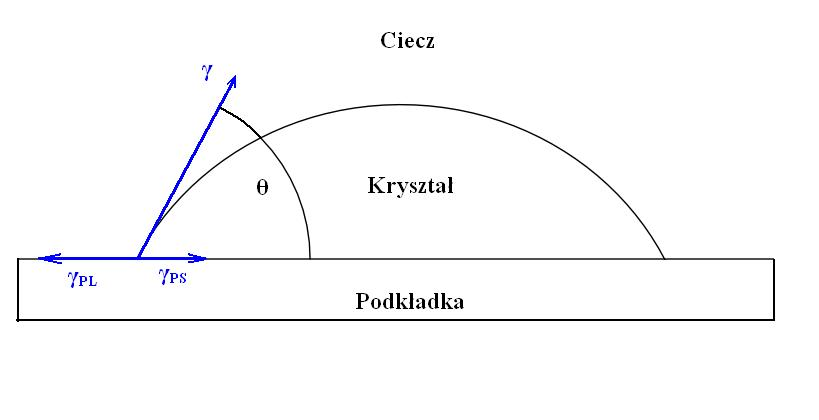
Rys. 2. Przykładowy schemat zarodkowania heterogenicznego na podkładce.

Zarodkowanie heterogeniczne (niejednorodne) zachodzi dużo łatwiej i zarazem częściej, niż zarodkowanie homogeniczne. Zarodek tworzy się na podłożu, które mogą stanowić wtrącenia niemetaliczne, powierzchnie wlewnicy lub przy zarodkowaniu w stanie stałym, granice ziaren. Kształt zarodka przy zarodkowaniu heterogenicznym przyjmuje formę czaszy kuli. W warunkach rzeczywistych w cieczy występują drobne cząstki innych faz. Z tego powodu przed zarodkowaniem istnieją powierzchnie międzyfazowe, które są uprzywilejowanymi miejscami do nukleacji. Jeżeli rozważy się zarodkowanie heterogeniczne na tzw. podkładce to równowagę napięć powierzchniowych w punkcie potrójnym można zapisać relacją (rys. 2):
{\displaystyle \gamma _{PL}=\gamma _{PS}+\gamma \cdot cos\theta ,}
gdzie:
{\displaystyle \gamma _{PL}} – energia powierzchniowa ciecz – podkładka [J/m²],
{\displaystyle \gamma _{PS}} – energia powierzchniowa podkładka – kryształ [J/m²],
{\displaystyle \gamma } – energia powierzchniowa ciecz – kryształ [J/m²],
{\displaystyle \theta } – równowagowy kąt styku [°].

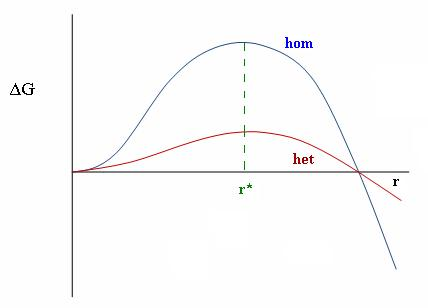
Rys. 3. Różnice w barierach energetycznych w przypadku zarodkowania homo- i heterogenicznego w zależności od promienia zarodka.

W ogólnym rozrachunku zarodkowanie heterogeniczne można przedstawić jako zarodkowanie homogeniczne pomniejszone przez współczynnik Volmera f(θ) (rys. 3):
{\displaystyle \Delta G_{heterogeniczne}=\Delta G_{homogeniczne}\cdot f(\theta ).}
Współczynnik Volmera definiuje się jako:
{\displaystyle f(\theta )={\frac {(2+cos\theta )\cdot (1-cos\theta )^{2}}{4}}.}
Promień krytyczny zarodka w przypadku obu mechanizmów zarodkowania wyraża się tą samą relacją:
{\displaystyle r^{*}=-{\frac {2\gamma }{\Delta G_{v}}}.}
Natomiast praca zarodkowania heterogenicznego jest pomniejszona o współczynnik Volmera:
{\displaystyle W={\frac {16\pi \gamma ^{3}}{3\Delta G_{v}^{2}}}\cdot {\frac {(2+cos\theta )\cdot (1-cos\theta )^{2}}{4}}.}
Z powyższego równania wynika, że zarodek homogeniczny może być przedstawiony jako kula, a zarodek heterogeniczny jako wycinek kuli. O objętości wycinka kuli decyduje wielkość kąta θ. Można założyć dwa skrajne przypadki:
- gdy {\displaystyle \theta } = 0° – praca zarodkowania jest równa 0 i substancja wzrasta na podkładce jako dodatkowa warstwa atomowa,
- gdy {\displaystyle \theta } = 180° – praca zarodkowania heterogenicznego jest równa pracy zarodkowania homogenicznego.

Z tego powodu najkorzystniejsze jest korzystanie z podkładek charakteryzujących się jak najniższym kątem styku θ.
W przypadku zarodkowania heterogenicznego zachodzącego podczas przemian fazowych w stanie stałym najbardziej uprzywilejowanymi miejscami do nukleacji są granice ziaren. Jeżeli zarodek pojawi się na granicy między fazami α i β to powstanie powierzchnia międzyfazowa αβ, która wyeliminuje część granicy ziarna. Równowaga napięć powierzchniowych w takim układzie będzie wyrażać się równaniem:
{\displaystyle \gamma _{\beta \beta }=2\gamma _{\alpha \beta }\cdot cos\theta ,}
gdzie:
{\displaystyle \gamma _{\beta \beta }} – energia swobodna powierzchni międzyfazowej osnowy fazy β [J/m³],
{\displaystyle \gamma _{\alpha \beta }} – energia swobodna powierzchni międzyfazowej na granicy powstającego zarodka fazy α i osnowy fazy β [J/m³].
W takim przypadku krytyczny promień zarodka i pracę zarodkowania będzie trzeba definiować jako:
{\displaystyle r^{*}=-{\frac {2\gamma _{\alpha \beta }}{\Delta G_{v}^{2}}},}
{\displaystyle W={\frac {8\pi \gamma ^{3}}{3\Delta G_{v}^{2}}}\cdot {(2+cos\theta )\cdot (1-cos\theta )^{2}}.}
Innym uprzywilejowanym miejscem zarodkowania w stanie stałym po granicach ziaren są dyslokacje. W przypadku stopów ten mechanizm ma wielkie znaczenie i determinuje wiele własności.

## Zastosowanie
- biofizyka
- biologia molekularna
- inżynieria materiałowa.
- meteorologia
- nanotechnologia
- poznawanie mechanizmów krystalizacji
- życie codzienne:
  - woda destylowana pozbawiona zalążków kondensacji krystalizuje w temperaturze –42 °C, a w obecności fazy stałej lub obcych zarodków nukleacji w temperaturze 0 °C.
  - doświadczenie „Diet Coke + Mentos” – po otwarciu butelki Coli, wydobywa się dwutlenek węgla. Mentos reaguje bardzo intensywnie na powierzchni, w każdym z zagłębień i indukuje powstawanie bąbelków gazu. Objawia się to wyrzuceniem zawartości z butelki.